# Очирын Одгэрэл
Очир(ын) Одгерел (род. 12 апреля 1972, Увс) — монгольский самбист и дзюдоист, чемпион (1995), серебряный (1989) и бронзовый (1993) призёр чемпионатов мира по самбо, бронзовый призёр Кубка мира по самбо 1996 года, серебряный (1997) и бронзовый (2001) призёр чемпионатов Азии, бронзовый призёр летних Азиатских игр 1998 года. По самбо выступал во полутяжёлой (до 100 кг) и тяжёлой (свыше 100 кг) весовых категориях.